# Lydia Welti-Escher
Augusta Clementine Lydia Welti-Escher (Zürich, 10 juli 1858 - Genève, 12 december 1891) was een Zwitserse filantrope en mecenas. Ze was een van de rijkste Zwitserse vrouwen van de 19e eeuw.

## Biografie
Lydia Welti-Escher was de enige dochter van Alfred Escher en Augusta Escher-Uebel. In 1883 huwde ze Friedrich Emil Welti, een zoon van Bondsraadslid Emil Welti, die in dat jaar overigens vicebondspresident van Zwitserland was.
Escher groeide op in de villa Belvoir in de Zürichse wijk Enge, waar ze Bondsraadslid Welti en diens zoon en haar latere echtgenoot leerde kennen. Ze was bevriend met schrijver Gottfried Keller en met kunstschilderes Louise-Catherine Breslau. In 1889 verhuisde ze naar Firenze, waar ze een liefdesrelatie had met kunstschilder Karl Stauffer-Bern, waarvan ze de mecenas was. Hoewel ze gezond van geest was, werd ze door haar echtgenoot geïnterneerd in een instelling in Rome, terwijl Stauffer-Bern op bevel van Bondsraadslid Welti werd gearresteerd. Nadat ze echter van hem was gescheiden, vestigde ze zich in 1890 in Champel, een wijk in Genève. In die periode richtte ze ook de Gottfried Kellerstichting op, een stichting die kunst verzamelt. Kort daarna maakte ze een einde aan haar leven. Haar fortuin liet ze na aan de Confederatie. Ze werd begraven op de Cimetière des Rois in Genève.

## Trivia

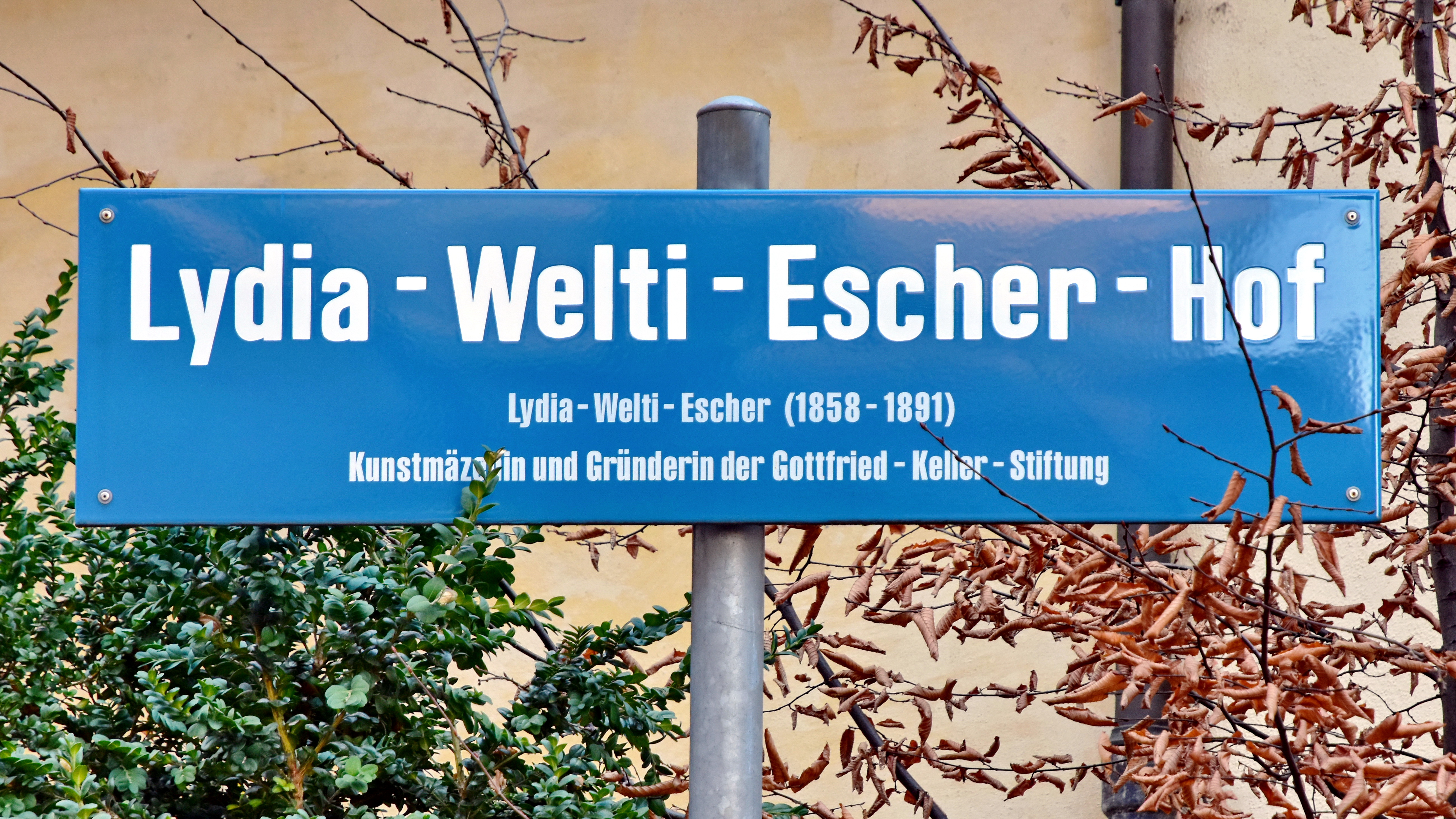
Straatnaambord in Zürich.

- Nabij het Kunsthaus Zürich werd een pleintje vernoemd naar Lydia-Welti-Escher, het Lydia-Welti-Escher-Hof.

## Galerij

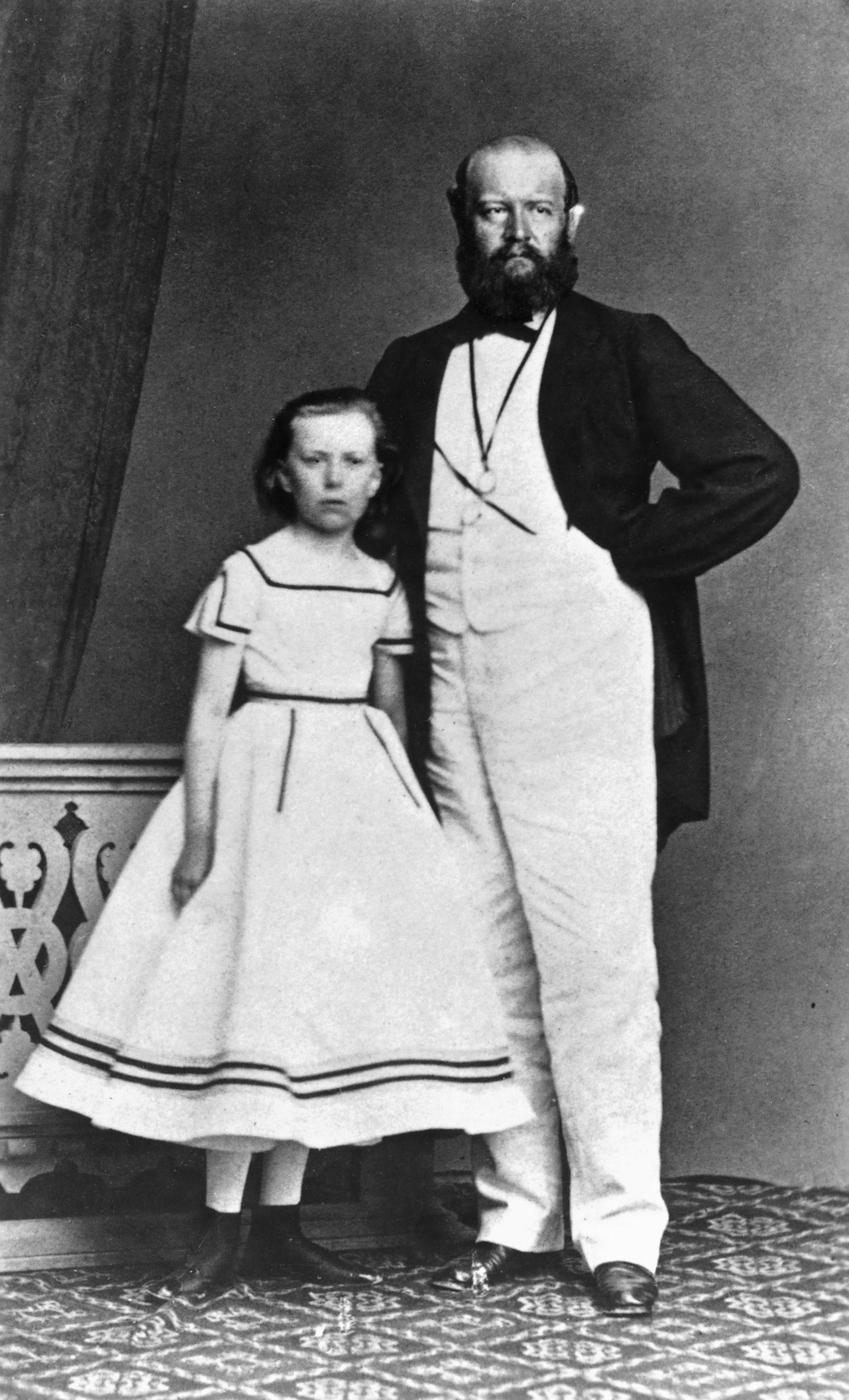
Lydia Escher met haar vader Alfred.
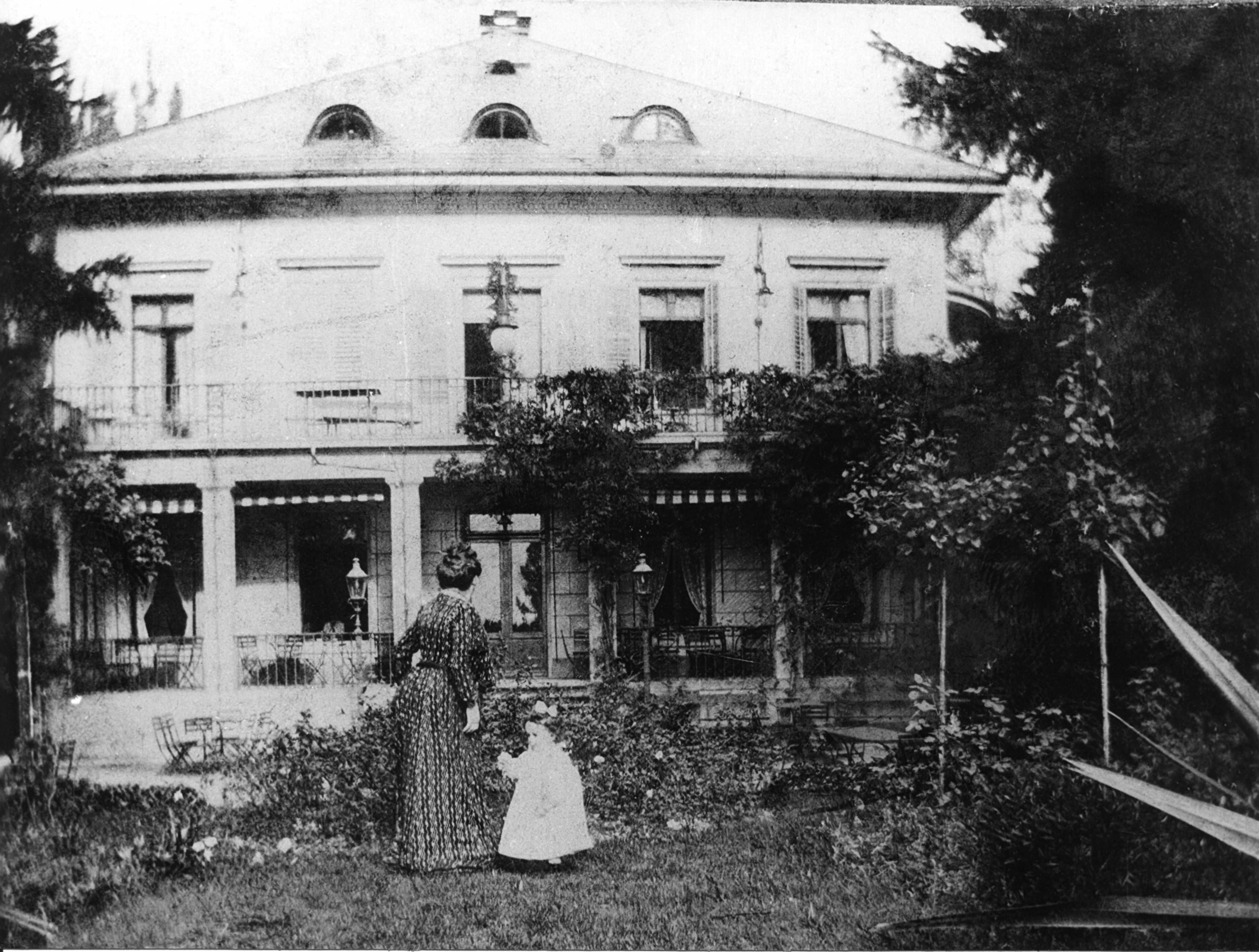
Lydia Escher als kind voor de villa Belvoir, ca. 1860.
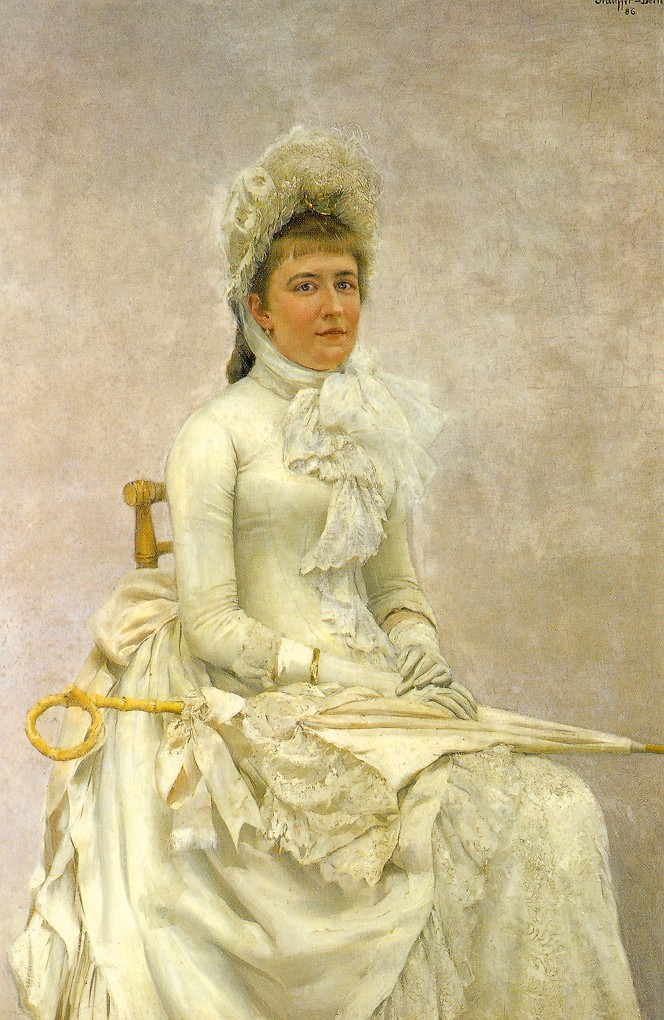
Portret van Lydia Welti-Escher door haar minnaar Karl Stauffer-Bern (Kunsthaus Zürich).
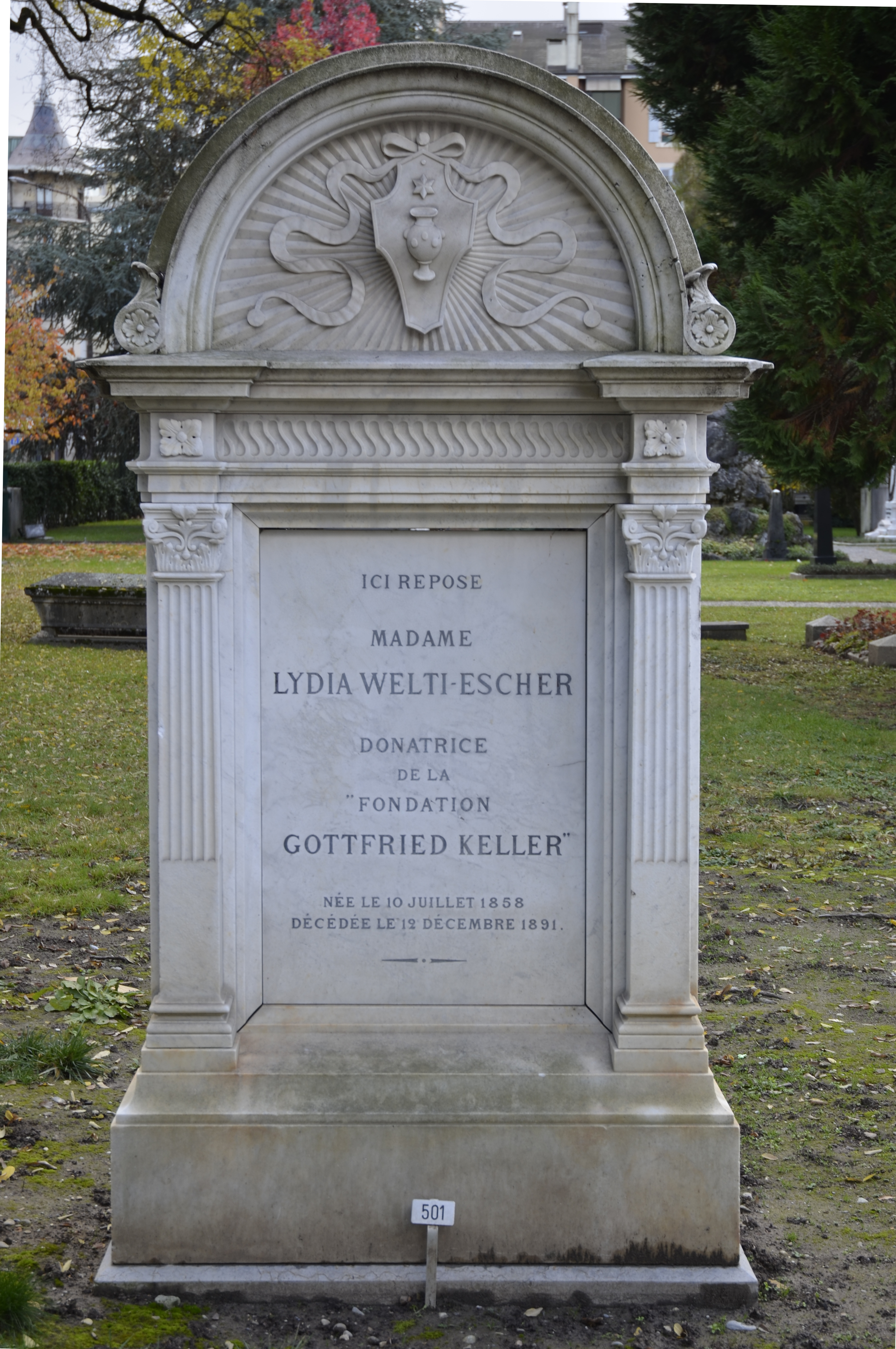
Graf van Lydia Welti-Escher op de Cimetière des Rois in Genève.